# أبو هاون (ملاثاني)
أبو هاون (بالفارسية: ابوهاون یک) (بالفارسية: ابوهاون یک) هي منطقة سكنية تقع في إيران في قسم ملاثاني الريفي. يقدر عدد سكانها بـ 113 نسمة بحسب إحصاء 2016.